# بوليفان
بوليفان POLYPHENE فرقة موسيقية جزائرية تأسست عام 1982م حيث إستطاعت أن تنشأ فن عاصمي عصري .

## تاريخ

### تأسيس الفرقة
في عام 1982م إلتقت مجموعة من الشباب بحي الشراڤة الجزائر العاصمة وهم : محمد و محفوظ و ضيف الله و كريم و رفيق.. و كونوا فرقة موسيقية تدعى بوليفان POLYPHENE بالفرنسية و التي تعني عدة ألات موسيقية مدمجة فيما بينها.

## ألبومات
1. 1986م سالو[2] أول ألبوم بطابع شعبي عصري. الذي مر بالإذاعة أنذاك.
2. 1987م جاني بشار.
3. 1990م تندمي [3]الذي كان السبب في شهرة و انتشار الفرقة بالجزائر
4. 1991م صدر للفرقة الألبوم الرابع محال عمري ننساك.[4]

## جوائز
حصلت الفرقة على العديد من الجوائز منها :
- انتيبريما” بإيطاليا
- بينالي الشباب المبدعين” في مرسيليا،
- جائزة مهرجان الأغنية العربية في تونس”